# Amityville Dollhouse
Amityville Dollhouse és una pel·lícula estatunidenca dirigida per Steve White estrenada directament en vídeo el 1997. Aquesta pel·lícula és la vuitena de la saga Amityville.

## Argument
Vint anys després de la massacre de la família Defeo, els dimonis ronden sempre per Amityville. Des d'aleshores endavant viuen a una casa de nines que Bill i Claire Martin regalen a la seva petita filla, Jessica, per al seu aniversari.

## Repartiment
- Robin Thomas: Bill Martin
- Starr Andreeff: Claire Martin
- Allen Cutler: Todd Martin
- Rachel Duncan: Jessica Martin
- Jarrett Lennon: Jimmy Martin
- Clayton Murray: El pare de Jimmy
- Franc Ross: Tobias
- Lenore Kasdorf: Aunt Marla
- Lisa Robin Kelly: Dana

## La saga
La saga de pel·lícules es basa en els fets descrits en el llibre supervendes de Jay Anson del 1977, The Amityville Horror: A True Story. L'autor del llibre descriu el relat d'una família, els Lutz, que va anar a viure a la casa situada al número 112 de l'avinguda Ocean d'Amityville, a Long Island (Nova York). L'any anterior (1974) hi havia hagut una massacre a la casa, sis membres de la família DeFeo havien estat assassinats a trets i un setè membre, Ronald Jr., "Butch", havia estat acusat del crim i sentenciat a presó. Els Lutz van explicar públicament que la casa estava encantada i que hi havia dimonis. L'autor del llibre va ser assessorat per la família Lutz. L'adaptació del llibre al cinema va esdevenir la primera pel·lícula de la saga. Posteriorment diversos autors van escriure més llibres més sobre aquesta història, alguns dels quals es van fer servir com a base de les pel·lícules posteriors.
- The Amityville Horror (1979)
- Amityville II: The Possession (1982)
- Amityville III: The Demon / Amityville 3-D (1983)
- Amityville IV: The Evil Escapes (1989)
- The Amityville Curse (1990)
- Amityville: It's about time (1992)
- Amityville: A New Generation (1993)
- Amityville Dollhouse (1996)
- The Amityville Horror (2005), remake de la primera pel·lícula del 1979.
- The Amityville Haunting (2011)